# Verrazano-Narrows Bridge

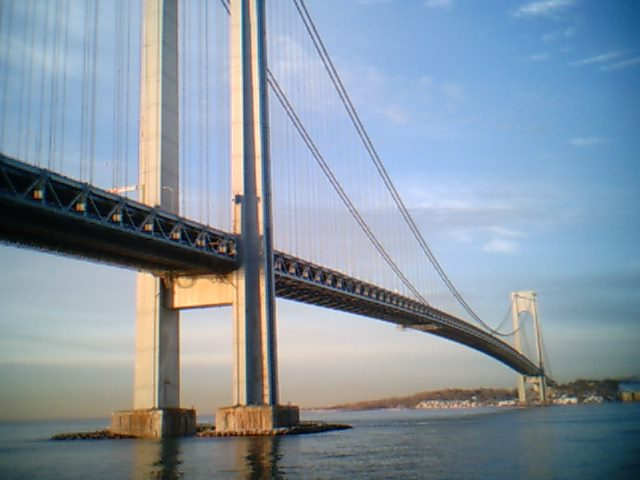
El Verrazano-Narrows Bridge.

El Verrazano-Narrows Bridge és un pont penjant de la ciutat de New York als Estats Units, connectant el borough de Brooklyn amb Staten Island. Ha estat batejat en honor de l'explorador italià Giovanni da Verrazzano, el primer europeu a haver salvat els Narrows i haver posat els peus a l'emplaçament de l'actual New York.
El pont és propietat de la ciutat de New York, explotat pel Triborough Bridge and Tunnel Authority, una filial de la Metropolitan Transportation Authority de New York. És la darrera realització deguda a Robert Moses, el cèlebre New York Parks Commissioner, que va desitjar molt de temps crear aquesta obra per completar el sistema d'autopistes del qual havia estat el promotor, tot i que les primeres iniciatives per creuar els estrets són dels anys 20 quan fins i tot va començar a construir-se un túnel. El pont va ser projectat per Othmar Ammann, que tenia al seu actiu la realització d'altres superacions del riu Hudson (George Washington Bridge, Bronx-Whitestone Bridge, Triborough Bridge i Throgs Neck Bridge). La construcció va començar el 13 d'agost de 1959 i el pis superior va obrir el 21 de novembre de 1964, el cost dels treballs van ser de 320 milions de dòlars. El pont Verrazano-Narrows era en aquesta època el pont penjant de més llum del món, fins al 1981 amb l'acabament del Humber Bridge a Anglaterra.
Tant les torres com l'estructura del tauler són d'acer. Les dues torres, de 207 metres d'altura estan fonamentades dins del mar sobre bases de formigó.
El 2009, el peatge s'eleva a $10 per als cotxes (únicament en direcció a Staten Island). Es veu aparèixer regularment el pont Verrazano-Narrows als reportatges sobre la Marató de New York, la sortida de la qual té lloc a Staten Island. Ha servit igualment per al rodatge de la pel·lícula Febre del dissabte nit, el 1977, amb John Travolta.

## Característiques
- Longitud: 2270 metres
- Llum: tres trams de 370,33 m, 1 298,45 m i 370,33 m[2]
- Amplada: 31,5 metres entre els cables
- Alçada: 207 metres sobre les aigües (altura de les torres)[1]
- Dos pisos de 33 metres d'amplada amb sis vies cadascun[1]
- Inauguració: 21 novembre de 1964